# محمد بن السراج
محمد بن إبراهيم بن عبد الله الأنصاري الغرناطي المعروف بابن السراج هو طبيب ونباتي ولد سنة 654 هـ وتوفي سنة 720 هـ. عرف بعطفه على الفقراء من المرضى، ومعالجته إياهم مجاناً ومساعدته لهم، كما عرف بحسن المجالسة والدعابة. وذكر من آثاره كتاب في (النبات) وآخر في (فضائل غرناطة).